# Ахмадуллин, Радик Мухаметбакиевич
Радик Мухаметбакиевич Ахмадуллин (род. 24 июля 1972) — российский футбольный судья.

## Биография
На профессиональном уровне начал судить в 1999 году, обслуживая матчи второго дивизиона в качестве как ассистента, так и главного судьи. На матчи высшей лиги впервые был приглашён в 2005 году и в период с 2005 по 2006 год провёл 5 матчей в роли ассистента. Единственную игру в высшей лиге в качестве главного судьи отсудил 13 мая 2007 года в матче 9-го тура между «Локомотивом» и «Ростовом» (2:0), в котором показал 3 предупреждения. После матча «Ростов» подал жалобу на арбитра из-за двух неназначенных пенальти. ЭСК КФА признала жалобу обоснованной. В том же году провёл ещё несколько матчей в низших дивизионах и два матча в Кубке России. После 2007 года на профессиональном уровне больше не судил, но продолжал работать на встречах любительских команд.